# Норвегія на літніх Олімпійських іграх 2000
Норвегію на літніх Олімпійських іграх 2000 року, які проходили в Сіднеї, представляли 93 спортсмени (44 чоловіків та 49 жінок) у 15 видах спорту. Прапороносцем на церемонії відкриття Олімпійських ігор був бігун Вебйорн Родаль
Норвегія удвадцятьперше взяла участь у літніх Олімпійських іграх. Норвезькі спортсмени завоювали 10 медалей: 4 золотих, три срібних та три бронзових. Збірна Норвегії посіла 19 неофіційне загальнокомандне місце.

## Медалісти
| Медаль | Спортсмен | Вид спорту                      | Дисципліна                                       |
| ------ | --- | ------------------------------- | ------------------------------------------------ |
| Золото | Тріне Гаттестад | Легка атлетика                  | метання списа (жінки)                            |
| Золото | Кнут Гольманн | Веслування на байдарках і каное | байдарки-одиночки, 500 м (чоловіки)              |
| Золото | Кнут Гольманн | Веслування на байдарках і каное | байдарки-одиночки, 1000 м (чоловіки)             |
| Золото | Жіноча збірна Норвегії з футболу- Аніта Рапп - Хеге Ріісе - Бріт Сандауне - Даньї Мельгрен - Бенте Нордбю - Маріанна Петтерсен - Геріл Крінген - Бенте Квітланд - Унні Лень - Інгеборг Говланд - Сіл'є Єргенсен - Моніка Кнудсен - Рагнгільд Гульбрандсен - Солвейг Гульбрандсен - Маргунн Гогенес - Крістін Беккеволд - Крістіне Бое Єнсен - Гро Еспесет | Футбол                          | жіночий турнір                                   |
| Срібло | Г'єрсті Тюссе-Плетцер | Легка атлетика                  | ходьба, 20 км (жінки)                            |
| Срібло | Труде Гундерсен | Тхеквондо                       | до 67 кг (жінки)                                 |
| Срібло | Фредрік Беккен Олаф Туфте | Академічне веслування           | парні двійки (чоловіки)                          |
| Бронза | Гаральд Стенвог | Стрільба                        | гвинтівка з трьох положень, 50 метрів (чоловіки) |
| Бронза | Пол Девіс Герман Горн Йоганнессен Аспен Стоккеланд | Вітрильний спорт                | Солінг                                           |
| Бронза | Жіноча збірна Норвегії з гандболу- Моніка Сандве - Ельзе-Марте Серлі - Гейді Т'юдум - Жанетта Нільсен - Маріанна Рокне - Біргітта Сеттем - Міа Гундвін - Тон'є Ларсен - Сесілія Легангер - К'єрсті Гріні - Тріне Галтвік - Крістіна Дувгольт - Анн Катрін Еріксен - Сусанн Гоксер Б'єркргейм                                                              | Гандбол                         | жіночий турнір                                   |

## Веслування на байдарках і каное
| Спортсмен                                | Дисципліна                           | Попередній раунд | Попередній раунд | Півфінал | Півфінал | Фінал      | Фінал      |
| Спортсмен                                | Дисципліна                           | Час              | Місце            | Час      | Місце    | Час        | Місце      |
| ---------------------------------------- | ------------------------------------ | ---------------- | ---------------- | -------- | -------- | ---------- | ---------- |
| Кнут Гольманн                            | байдарки-одиночки, 500 м (чоловіки)  | 1:40.99          | 5 Q              | 1:39.964 | 2        | 1:57.847   | 1          |
| Кнут Гольманн                            | байдарки-одиночки, 1000 м (чоловіки) | 3:36.565         | 4                | 3:36.425 | 1        | 3:33.269   | 1          |
| Нільс Олав Ф'єльдгейм Ейрік Верос Ларсен | байдарки-двійки, 500 м (чоловіки)    | 1:35.619         | 18               | 1:34.712 | 15       | не пройшли | не пройшли |
| Нільс Олав Ф'єльдгейм Ейрік Верос Ларсен | байдарки-двійки, 1000 м (чоловіки)   | 3:15.483         | 6                | 3:17.288 | 2        | 3:20.515   | 9          |
| Крістіан Фредеріксен                     | каное-одиночки, 500 м (чоловіки)     | 1:54.366         | 13               | 1:53.661 | 5        | не пройшов | не пройшов |
| Крістіан Фредеріксен                     | каное-одиночки, 1000 м (чоловіки)    | 3:55.378         | 4                | bye      | bye      | 3:58.159   | 5          |

## Волейбол

### Пляжний волейбол
| Спортсмени                    | Дисципліна | Кваліфікація                               | 1 раунд                                  | 2 раунд             | 1/16                                         | Чвертьфінал         | Півфінал            | Фінал | Фінал |
| Спортсмени                    | Дисципліна | Суперники Результат                        | Суперники Результат                      | Суперники Результат | Суперники Результат                          | Суперники Результат | Суперники Результат | Місце |       |
| ----------------------------- | ---------- | ------------------------------------------ | ---------------------------------------- | ------------------- | -------------------------------------------- | ------------------- | ------------------- | ----- | ----- |
| Вегор Гейдален Єрре Х'ємперуд | чоловіки   | Ніколас Бергер – Олівер Штамм (AUT) W 15-6 | Н/Д                                      | Н/Д                 | Дейн Блантон – Ерік Фоноймоана (USA) L 13-15 | не пройшли          | не пройшли          | 9     |       |
| Ян Квалгейм Б'єрн Мосейде     | чоловіки   | Мігель Мая – Жоау Бренья (POR) L 10-15     | Лі Занер – Джулієн Проссер (AUS) L 12-15 | не пройшли          | не пройшли                                   | не пройшли          | не пройшли          | 19    |       |

## Легка атлетика
| Дисципліна                        | Спортсмен             | Гід          | Гід          | Чвертьфінал | Чвертьфінал | Півфінал   | Півфінал   | Фінал      | Фінал      |
| Дисципліна                        | Спортсмен             | Результат    | Місце        | Результат   | Місце       | Результат  | Місце      | Результат  | Місце      |
| --------------------------------- | --------------------- | ------------ | ------------ | ----------- | ----------- | ---------- | ---------- | ---------- | ---------- |
| 200 м (чоловіки)                  | Гейр Моен             | 20.76        | 17q          | 20.65       | 21          | не пройшов | не пройшов | не пройшов | не пройшов |
| 200 м (чоловіки)                  | Джон Ерцгаард         | 21.00        | 39           | не пройшов  | не пройшов  | не пройшов | не пройшов | не пройшов | не пройшов |
| 800 м (чоловіки)                  | Вебйорн Родаль        | 01:46.76     | 11Q          | Н/Д         | Н/Д         | 01:48.73   | 22         | не пройшов | не пройшов |
| 5000 м (чоловіки)                 | Маріус Баккен         | 13:44.80     | 25           | Н/Д         | Н/Д         | Н/Д        | Н/Д        | не пройшов | не пройшов |
| 3000 м з перешкодами (чоловіки)   | Джим Свеной           | 8:23.61      | 6Q           | Н/Д         | Н/Д         | Н/Д        | Н/Д        | 8:27.20    | 9          |
| метання списа (чоловіки)          | Пол Арне Фагернес     | 86.74        | 3            | Н/Д         | Н/Д         | Н/Д        | Н/Д        | 83.04      | 9          |
| потрійний стрибок (чоловіки)      | Кетіль Ганствейт      | 16.75        | 13           | Н/Д         | Н/Д         | Н/Д        | Н/Д        | не пройшов | не пройшов |
| 10000 м (жінки)                   | Гунгільд Гоген        | не фінішував | не фінішував | Н/Д         | Н/Д         | Н/Д        | Н/Д        | не пройшла | не пройшла |
| метання списа (жінки)             | Тріне Гаттестад       | 65.44        | 3            | Н/Д         | Н/Д         | Н/Д        | Н/Д        | 68.91 OR   | 1          |
| стрибки у висоту (жінки)          | Ганне Гаугланд        | 1.89         | 18           | Н/Д         | Н/Д         | Н/Д        | Н/Д        | не пройшла | не пройшла |
| спортивна ходьба на 20 км (жінки) | Г'єрсті Тюссе-Плетцер | Н/Д          | Н/Д          | Н/Д         | Н/Д         | Н/Д        | Н/Д        | 1:29.33    | 2          |

Десятиборство
| Спортсмен   | Дисципліни | 100 м | стрибки у довжину | метання ядра | стрибки у висоту | 400 м | 110 м з бар'єрами | метання диска | стрибки з жердиною | метання списа | 1500 м | Фінал | Місце |
| ----------- | ---------- | ----- | ----------------- | ------------ | ---------------- | ----- | ----------------- | ------------- | ------------------ | ------------- | ------ | ----- | ----- |
| Тронд Гойбю | Результат  | 11.56 | 6.22              | 14.03        | не стартував     | —     | —                 | —             | —                  | —             | —      | —     | —     |
| Тронд Гойбю | Бали       | 740   | 635               | 730          | —                | —     | —                 | —             | —                  | —             | —      | —     | —     |

## Стрільба з лука
| Спортсмен           | Дисципліна                       | 1/32                              | 1/16                           | Чвертьфінал        | Півфінал           | Фінал              | Фінал      |            |
| Спортсмен           | Дисципліна                       | Суперник Результат                | Суперник Результат             | Суперник Результат | Суперник Результат | Суперник Результат | Місце      |            |
| ------------------- | -------------------------------- | --------------------------------- | ------------------------------ | ------------------ | ------------------ | ------------------ | ---------- | ---------- |
| Борд Нестенг        | індивідуальна першість, чоловіки | Генк Фогельс (NED) W 158-149      | Себастьєн Флют (FRA) L 148-160 | не пройшов         | не пройшов         | не пройшов         | не пройшов | не пройшов |
| Ларс Ерік Гумлек'яр | індивідуальна першість, чоловіки | Мікеле Франджіллі (ITA) L 158-168 | не пройшов                     | не пройшов         | не пройшов         | не пройшов         | не пройшов | не пройшов |
| Мартінус Гров       | індивідуальна першість, чоловіки | Маттео Бізіані (ITA) L 158-166    | не пройшов                     | не пройшов         | не пройшов         | не пройшов         | не пройшов | не пройшов |
| Венче-Лін Гесс      | індивідуальна першість, жінки    | Їн Ге (CHN) W 145-160             | не пройшов                     | не пройшов         | не пройшов         | не пройшов         | не пройшов | не пройшов |